# 陳國維
陳國維（1984年7月6日—）為臺灣籃球教練、前運動員，現擔任超級籃球聯賽臺灣銀行技術顧問。

## 生平
陳國維畢業於宜蘭高中、國立臺南師範學院，就讀研究所時被籃球校隊總教練麥財邀請為國立臺灣體育學院競逐大專籃球聯賽（UBA），2008年7月在超級籃球聯賽新人選秀會第一輪第一順位被臺灣銀行選中，成為選秀狀元，2017年退下球衣轉任體能教練，2019年接掌臺灣銀行兵符，2022年獲選超級籃球聯賽年度教練，2024年第21季SBL變成技術顧問。

## 執教戰績
超級籃球聯賽
| 年度           | 球隊     | 例行賽 | 例行賽 | 例行賽 | 例行賽 | 季後賽                    |
| 年度           | 球隊     | 出賽   | 勝場   | 敗場   | 勝率   | 季後賽                    |
| -------------- | -------- | ------ | ------ | ------ | ------ | ------------------------- |
| 2019年－2020年 | 臺灣銀行 | 32     | 14     | 18     | .438   |                           |
| 2020年－2021年 | 臺灣銀行 | 40     | 15     | 25     | .375   | 準決賽1：3 敗裕隆納智捷   |
| 2021年－2022年 | 臺灣銀行 | 31     | 23     | 8      | .742   | 超級籃球聯賽總冠軍        |
| 2022年－2023年 | 臺灣銀行 | 30     | 16     | 14     | .533   | 總冠軍賽2：3 敗裕隆納智捷 |
| 總計:4年       | 總計:4年 | 133    | 68     | 65     | .511   |                           |

## 外部連結
- 陳國維的Facebook專頁
- 陳國維的Instagram帳戶
- 陳國維在Eurobasket.com（球員）（英语）
- 陳國維在Eurobasket.com（教練）（英语）
- 陳國維在Eurobasket.com（教練）（英语）
- 陳國維在Flashscore（英语）